# Christodulos
Christodulos (Χριστοδοῦλος ‚Christusdiener‘, auch Christophoros und Christofalus; * in Kalabrien; † nach 1125, vermutlich in Palermo) war ein griechischer Hofbeamter und Ammiratus des Königs Roger II. von Sizilien.

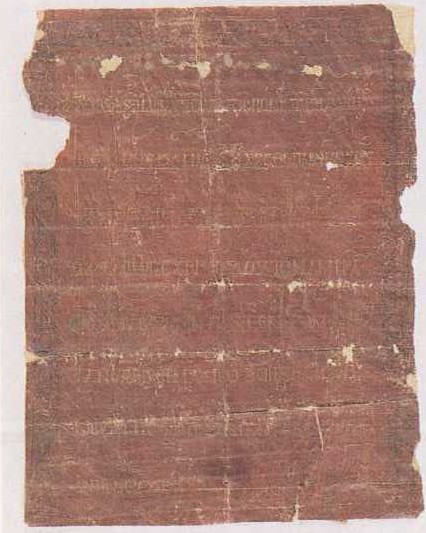
Der Kodikellos von 1109

## Leben und Wirken
Als Ammiratus (Emir, Admiral) ist er erstmals 1107 sicher belegt, doch könnte er noch von Roger I. eingesetzt worden sein. Genaue Kenntnisse über sein Aufgabengebiet als Ammiratus besitzen wir nicht, jedoch ist neben dem Flottenkommando auch der Vorsitz im Hofgericht nachweisbar. Von Feldzügen abgesehen, ist er stets in der Umgebung des Herrschers zu finden. Von auswärtigen Mächten wurde er jedoch als besonders einflussreich eingeschätzt. Deswegen verlieh ihm der byzantinische Kaiser Alexios I. im April 1109 den Ehrentitel eines Protonobilissimus (Πρωτονωβηλίσσιμος). Ziel war wahrscheinlich, Sizilien von einem aktiven Eingreifen in den apulisch-byzantinischen Konflikt abzuhalten. Mit diesem Titel ist Christodulos in griechischen Urkunden aus Kalabrien in den Jahren 1111 und 1122 bezeichnet, außerdem in einer Hofgerichtsurkunde von 1123. Der im Archiv der Cappella Palatina verwahrte Kodikellos, der die Verleihung des Titels beurkundet, ist auf purpurgefärbtem Pergament mit Goldtinte geschrieben und wurde von der älteren sizilianischen Diplomatik (Carlo Alberto Garufi) irrtümlich als Werk der normannischen Kanzlei angesehen.
Er unterstützte gemeinsam mit der Regentin Adelasia die Reform des griechischen Klosters S. Maria Hodogetria bei Rossano durch Bartholomäus von Simeri. Die angebliche Gründung eines griechischen Klosters in Marsala im Jahre 1098 beruht auf einer Verwechslung mit seinem Nachfolger Georg. Ein Haus in Messina aus seinem Besitz fiel nach seinem Tod an die königliche Kurie, die es 1159 dem Erzbischof Hugo von Palermo überließ.
1123 scheiterte die von Christodulos gemeinsam mit seinem Kollegen und späteren Nachfolger Georg von Antiochien geführte Expedition gegen das muslimische Nordafrika. 1125 wird er letztmals erwähnt, bald darauf dürfte er gestorben sein.

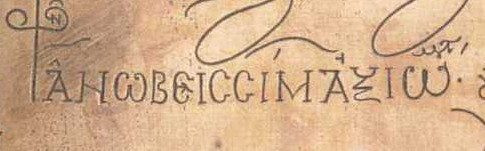
Protonobelissimos auf einer Druckplatte des 18. Jahrhunderts